# Шестиденна війна Наполеона
Шестиденна війна Наполеона — розгром Наполеоном Сілезької пруссько-російської армії фельдмаршала Блюхера в чотирьох битвах, що відбулись на території Франції протягом 5 днів з 10 лютого по 14 лютого 1814 року.